# Mechmont
Mechmont är en kommun i departementet Lot i regionen Occitanien i södra Frankrike. Kommunen ligger i kantonen Catus som tillhör arrondissementet Cahors. År 2022 hade Mechmont 126 invånare.

## Befolkningsutveckling
Antalet invånare i kommunen Mechmont
| Referens: INSEE |